# Amorbach (Neckarsulm)
Neckarsulm-Amorbach ist ein Teilort der Stadt Neckarsulm (Landkreis Heilbronn, Baden-Württemberg). Dieser Stadtteil wurde ab 1953 gebaut und am 24. September 1955 eingeweiht. Er hat 6.132 Einwohner (Stand: 28. Februar 2023) und eine Fläche von ca. 86 ha (Stand: 2006). Neckarsulm-Amorbach liegt an der Landstraße L1095 von Neckarsulm nach Neuenstadt am Kocher, hat wie Neckarsulm die Postleitzahl 74172 und die Telefonvorwahl 07132. Der Stadtteil besitzt historisch bedingt kein eigenes Wappen und keinen Ortschaftsrat. Er wurde im Oktober 1953 zur Bundesmustersiedlung erklärt. Hier befindet sich das Projekt „Solar unterstützte Nahwärmeversorgung mit Erdsonden-Wärmespeicher“, welches in den letzten Jahren führende Plätze in der Solarbundesliga belegte.

## Geschichte

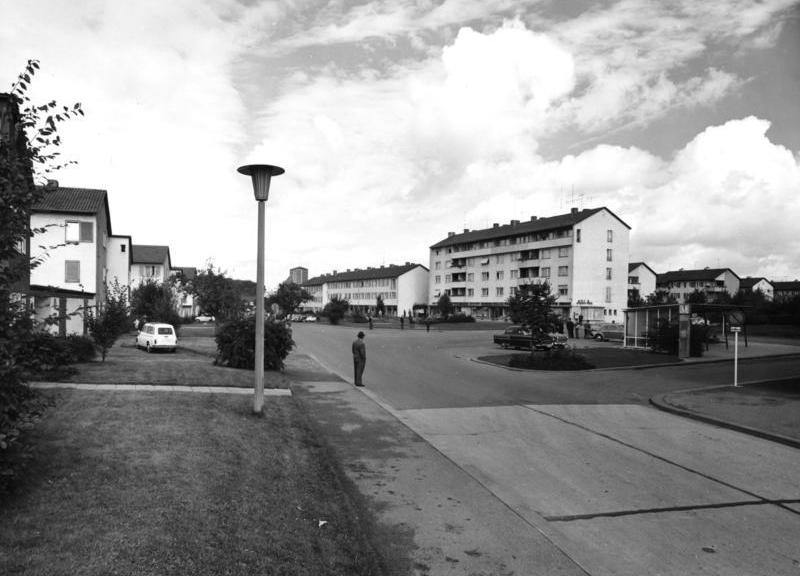
Amorbach in der Nähe des Ortseinganges (Amorbacher Straße), 1961

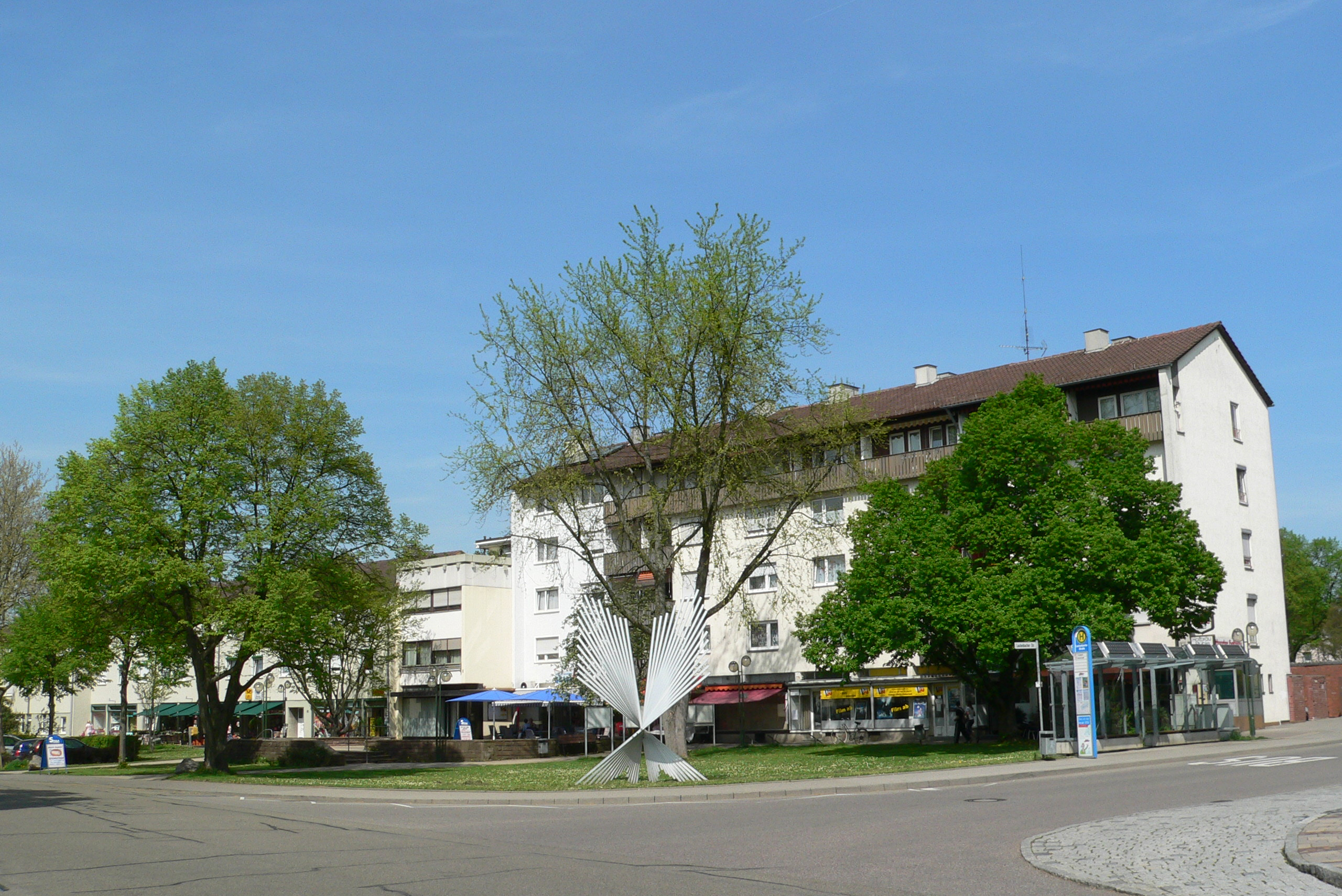
Das heutige Alt-Amorbach in der Nähe des Ortseinganges (Amorbacher Straße), 2006

Amorbach ist im Vergleich zu den zwei anderen Ortsteilen Neckarsulms Dahenfeld und Obereisesheim eine sehr junge Ortschaft, die auf dem „Amorbacher Feld“ entstand. Der Name „Amorbacher Feld“ geht dabei auf das Kloster Amorbach im Odenwald zurück, das bis 1440 das Patronatsrecht über die Neckarsulmer Pfarrstelle innehatte. Die Besitzungen des Klosters in Neckarsulm wurden vom „Amorbacher Hof“ aus verwaltet, der sich in der heutigen Altstadt Neckarsulms befand. 1803 wurde das Kloster säkularisiert, und sein Besitz fiel zunächst an das Haus Leiningen. 1805 kam das Gebiet durch Tausch an den Deutschen Orden und nach dessen Aufhebung im selben Jahr an das Königreich Württemberg.
Bereits im Jahre 1951 wurde im Neckarsulmer Gemeinderat über die Bebauung des Geländes im „Amorbacher Feld“ diskutiert. Auf diesem Gebiet sollte eine überörtliche Siedlung für 3000 bis 4000 Menschen entstehen, die über relativ große Entfernung in die Industriezentren Heilbronn und Neckarsulm zur Arbeit pendeln mussten. Außerdem sollte die Siedlung die damalige Wohnungsnot lindern und Flüchtlinge aus den ehemaligen deutschen Ostgebieten aufnehmen. Der Neckarsulmer Gemeinderat war zunächst gegen diese überörtliche Siedlung, da ihm die ausgebombten Neckarsulmer wichtiger waren als auswärtige Pendler und Vertriebene. Nach vielen Diskussionen und einer Grundsatzdebatte am 29. Mai 1952, in der sich vor allem Landrat Eduard Hirsch für das Projekt engagierte, fiel am 3. Juni 1952 die Entscheidung für den Bau des neuen Stadtteils. Die Bedingung des Gemeinderates von Neckarsulm war dabei, dass die Neckarsulmer Wohnungssuchenden besonders berücksichtigt würden.
Daraufhin erfolgte am 26. August 1952 der Kauf eines Geländes von der Württembergischen Forstdirektion von etwa 20 ha im „Amorbacher Feld“, welches zum Teil auf den Markungen Oedheim und Friedrichshall lag. Der Stuttgarter Architekt Helmut Erdle, der den Planungswettbewerb gewonnen hatte, wurde am 29. August 1952 mit dem endgültigen Entwurf beauftragt. Der neue Stadtteil wurde von Anfang an mit allen notwendigen Einrichtungen in Form eines großen „T“ konzipiert. Den Querbalken bilden in Ost-West-Richtung die Schule mit Turnhalle, ein Kindergarten, eine katholische und eine evangelische Kirche. In Nord-Süd-Richtung verläuft eine Geschäftsstraße, die Amorbacher Straße, mit allen wichtigen Versorgungseinrichtungen.
Der erste Spatenstich erfolgte am 1. Mai 1953 durch den damaligen Innenminister Baden-Württembergs Fritz Ulrich. Ab Mai 1953 wurden im ersten Bauabschnitt 543 Wohnungen und ab März 1954 im zweiten Bauabschnitt 239 Wohnungen durch vier große Baugenossenschaften, darunter die Heimstättengenossenschaft Neckarsulm, errichtet. Beim Richtfest für die Wohnungen des ersten Bauabschnittes am 27. Oktober 1953 erklärte der Sprecher des Bundeswohnungsministeriums Breitmeyer die Siedlung zum „Versuchsbauvorhaben des Bundes“ und damit zur Bundesmustersiedlung. Am 24. September 1955 wurde das heutige „Alt-Amorbach“ feierlich eingeweiht. Im Jahre 1955 hatte Neckarsulm ca. 13.000 Einwohner, von denen etwa 3000 in Neckarsulm-Amorbach wohnten. Von diesen 3.000 Einwohnern waren Mitte der 1950er Jahre etwa 45 Prozent Neckarsulmer „Altbürger“ und der andere Teil überwiegend Sudetendeutsche, Ungarndeutsche und Schlesier, die hier eine neue Heimat fanden.

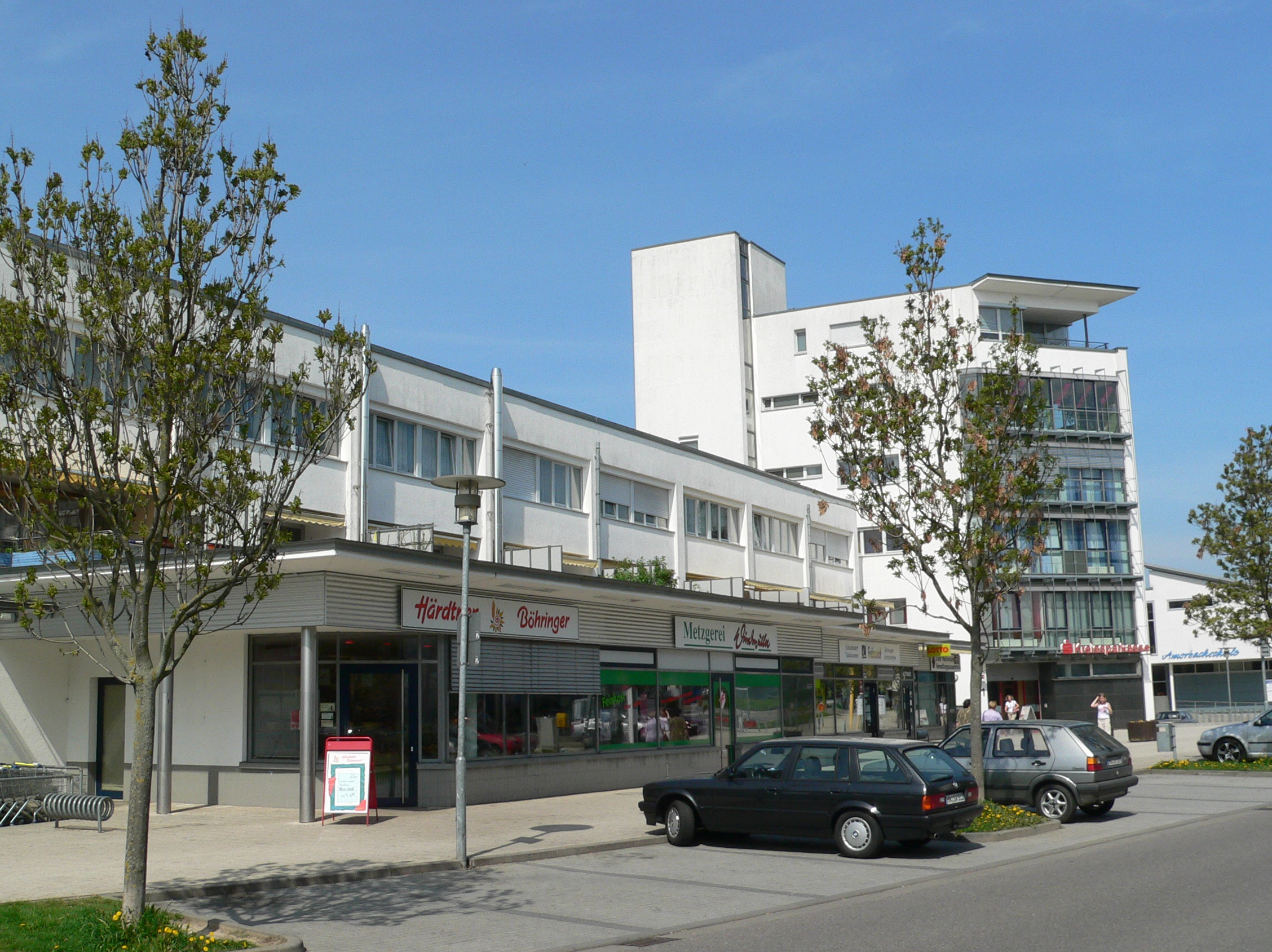
Das Zentrum „Neue Mitte“ in Amorbach II

Bereits Ende der 1950er und Ende der 1960er Jahre erfolgte eine Erweiterung der Siedlung von 20 ha auf 36 ha. Ab Januar 1990 wurde zwischen Oedheim und Neckarsulm ein Markungsausgleich ausgehandelt und am 19. März 1990 in Oedheim bzw. am 20. März 1990 in Neckarsulm beschlossen. Dabei wurde ein Teil des zu Oedheim gehörenden Lautenbacher Hofes mit Dahenfelder Bauernland getauscht. Der Markungsausgleich für die Amorbacherweiterung Richtung Osten um 51 ha Bauland wurde Oedheim mit insgesamt rund 13 Millionen DM honoriert. Nachdem im Oktober 1991 ein Bebauungsplan fertiggestellt wurde, erfolgte am 16. Oktober 1991 der erste Spatenstich für die Erweiterung Amorbach II (oder auch Neu-Amorbach), die nach dem städtebaulichen Entwurf von Hans-Joachim Ziltz entstand. In diesem neuen Teil Neckarsulm-Amorbachs östlich der heutigen Eduard-Hirsch-Straße (früher Deutschordensstraße) sollte Wohnraum für etwa 3000 bis 4000 Menschen geschaffen werden. Die Bebauung von Neu-Amorbach ist auch in den Jahren nach 2006 noch in vollem Gange, wobei in Neckarsulm-Amorbach Wohnraum für bis zu 8000 Einwohner geplant ist. Dabei werden weiterhin auch Wohnungen für Aussiedler geschaffen, da in Neu-Amorbach seit Ende der 1990er Jahre verstärkt Spätaussiedler aus den Ländern der ehemaligen Sowjetunion Wohnraum finden.
Gleichzeitig mit der Erweiterung von Amorbach entstand ab 1990 unmittelbar westlich angrenzend der Bad Friedrichshaller Stadtteil Plattenwald, der ebenfalls vorwiegend mit Wohnungen für Aussiedler und Ausländer bebaut wurde. Beide Siedlungen gelten immer wieder als Kriminalitätsschwerpunkte, zuletzt 2011 nach einer Serie von Gewaltverbrechen.
Quelle:

## Einwohnerentwicklung
| Jahr | Einwohner |
| ---- | --------- |
| 1955 | 3163      |
| 1960 | 3500      |
| 1965 | 3743      |
| 1970 | 3735      |
| 1975 | 3233      |
| 1980 | 3020      |
| 1985 | 2763      |
| 1990 | 2461      |
| 1995 | 3345      |
| 2000 | 4853      |

| Jahr              | Einwohner |
| ----------------- | --------- |
| 31. Dezember 2005 | 5233      |
| 31. Dezember 2006 | 5272      |
| 31. Dezember 2007 | 5331      |
| 31. Dezember 2008 | 5353      |
| 31. Dezember 2009 | 5298      |
| 28. Februar 2023  | 6132      |

Quelle:

## Bürgermeister
In Neckarsulm-Amorbach gab es bis Ende 2008 / Anfang 2009 keinen Stadtteil-Bürgermeister oder Ortsvorsteher. In seiner Sitzung vom März 2009 hat der Gemeinderat beschlossen, die Stelle eines zentralen Ansprechpartners für Amorbach zu schaffen. Dieser soll sich analog zu den Ortsvorstehern von Dahenfeld und Obereisesheim um alle Belange und Probleme der Bürger kümmern, die Verwaltungsgeschäfte koordinieren und insbesondere auch die Integration von Familien mit Migrationshintergrund (Russlanddeutsche, Bürger türkischer Nationalität u. a.) fördern. Dazu wird die Verwaltungsstelle in Amorbach personell und räumlich aufgestockt. Die Funktion des zentralen Ansprechpartners, der auch als Kümmerer bezeichnet wird, wurde ab Januar 2010 von Andreas Gastgeb übernommen.

## Bauwerke

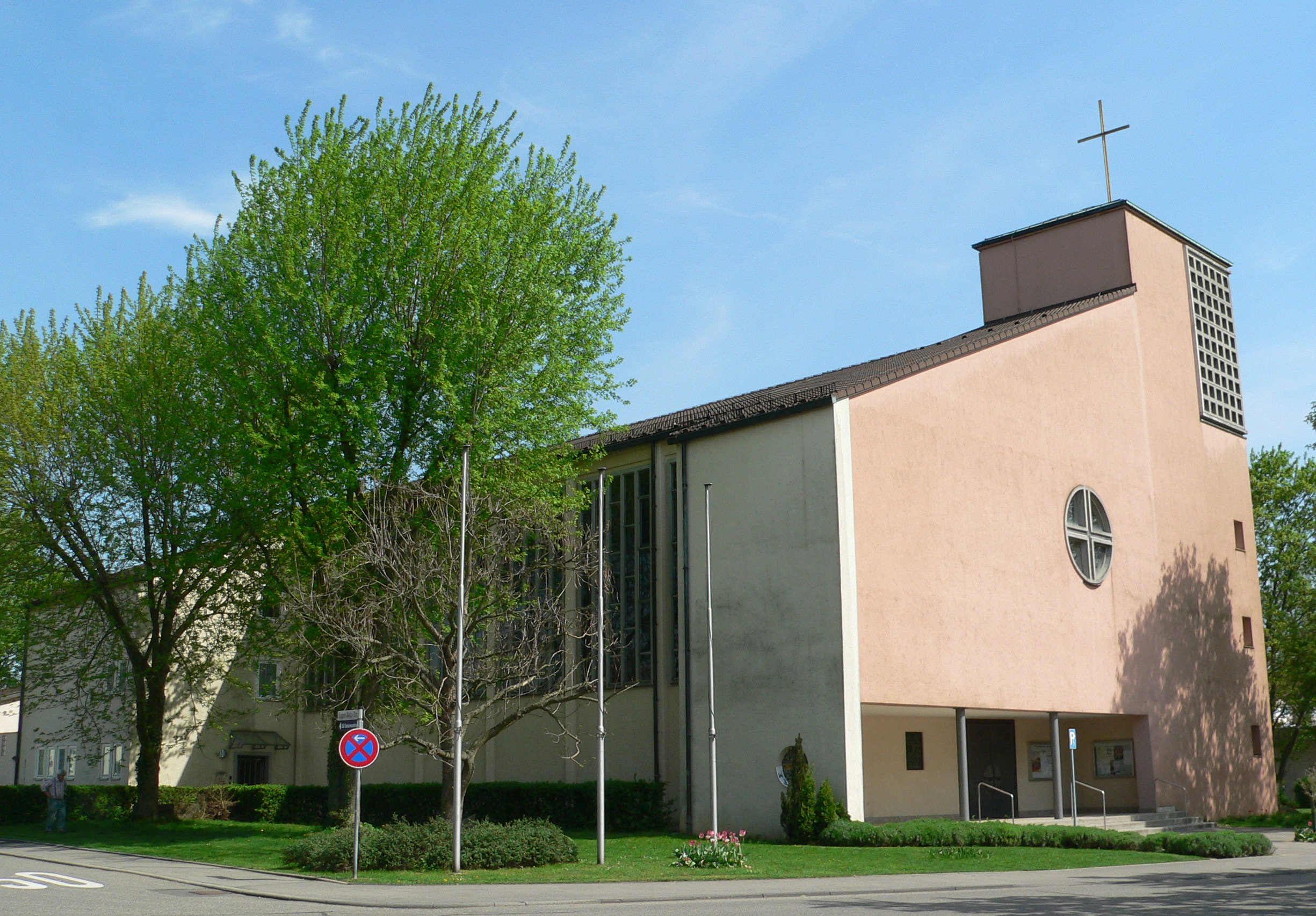
Katholische Kirche „Pax Christi“

Im Stadtteil Neckarsulm-Amorbach gibt es die katholische Kirche „Pax Christi“ und die evangelische „Heilig-Geist-Kirche“. Die 1954 bis 1955 erbaute und am 10. und 11. September 1955 geweihte „Pax Christi-Kirche“ ist vergleichsweise schlicht und einfach ausgestattet. Ein Mosaik des in Schwaigern wohnhaften Künstlers Josef de Ponte (ursprünglich aus Ungarn) an der linken Stirnwand zum Altarraum zeigt die Mutter Gottes mit dem Jesuskind und die vier Nationalheiligen: die hl. Hedwig aus Schlesien, die hl. Elisabeth von Thüringen, den hl. Stephan, König von Ungarn, und den hl. Klemens Maria Hofbauer aus Mähren. Der Künstler wollte damit die Vertriebenen an ihre alte Heimat erinnern. Die 1955 bis 1956 gebaute „Heilig-Geist-Kirche“ wurde am 18. November 1956 geweiht. Sie ist unter anderem mit Buntglasfenstern des Stuttgarter Kunstmalers Christian Oehler ausgestattet.
Außerdem sind bemerkenswert der Kindergarten in der Grenchenstraße und die Grundschule „Amorbachschule“ (1997).
Quelle:

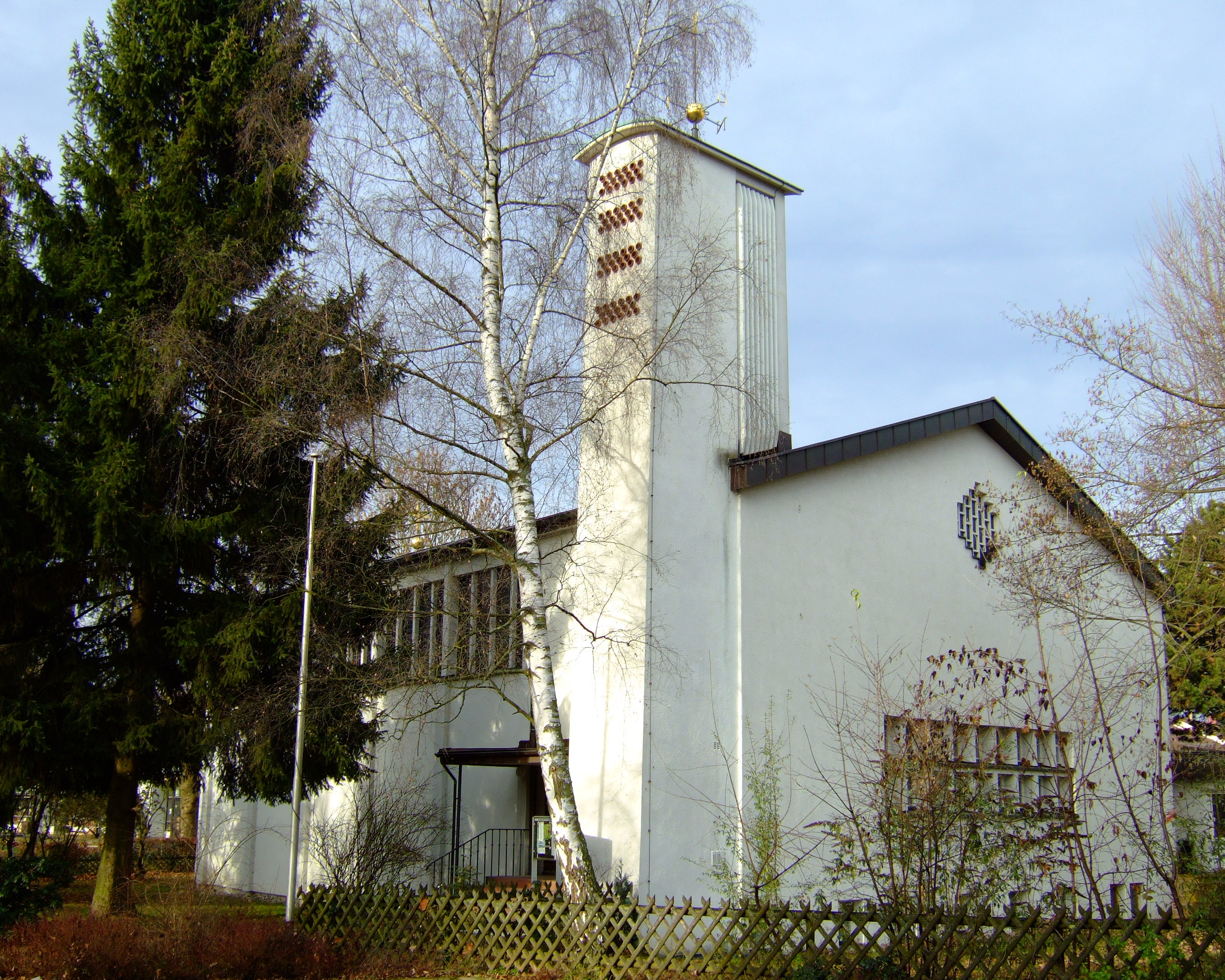
Evangelische „Heilig-Geist-Kirche“
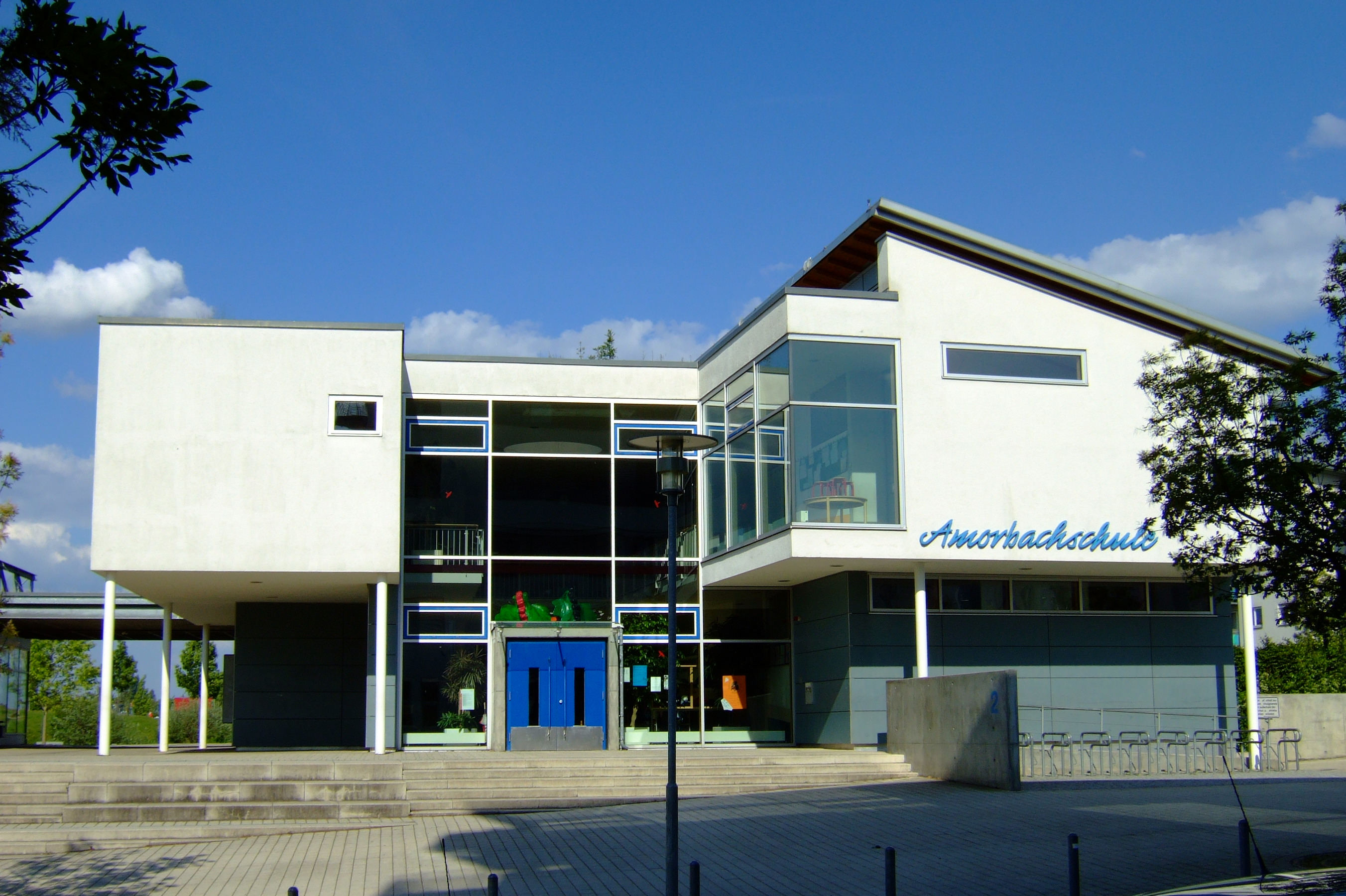
Grundschule „Amorbachschule“
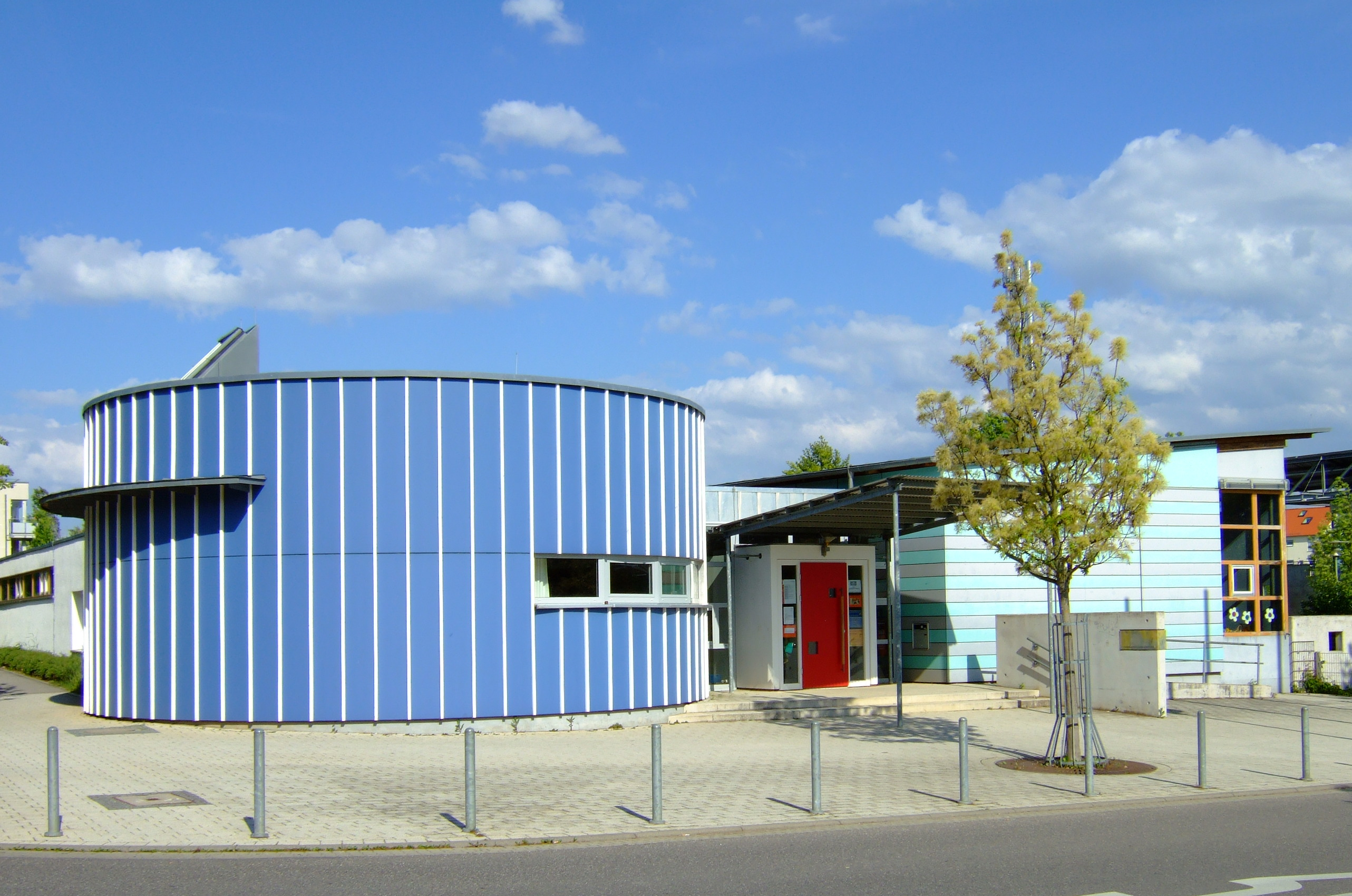
Kindergarten in der Grenchenstraße
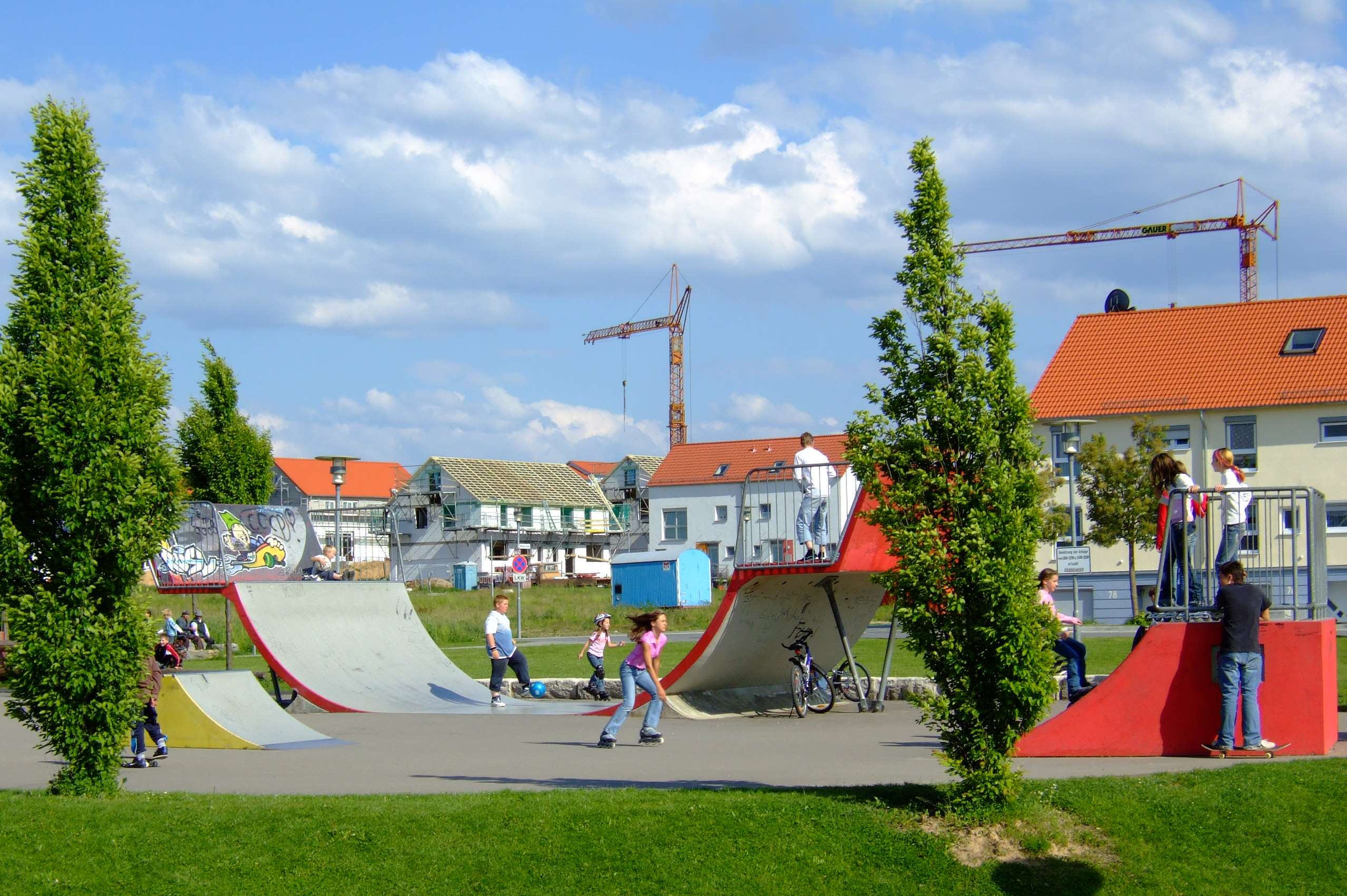
Skateranlage im Park „Grüne Mitte“, dahinter Baugebiet Amorbach II

## Gedenkstätten
Am nördlichen Stadtrand, an der Straße Am Reichertsberg, befindet sich der KZ-Friedhof Kochendorf, auf dem Hunderte von KZ-Häftlingen aus Arbeitslagern und dem Außenlager Kochendorf sowie Opfer der Todesmärsche vom Frühjahr 1945 begraben sind.

## Parks

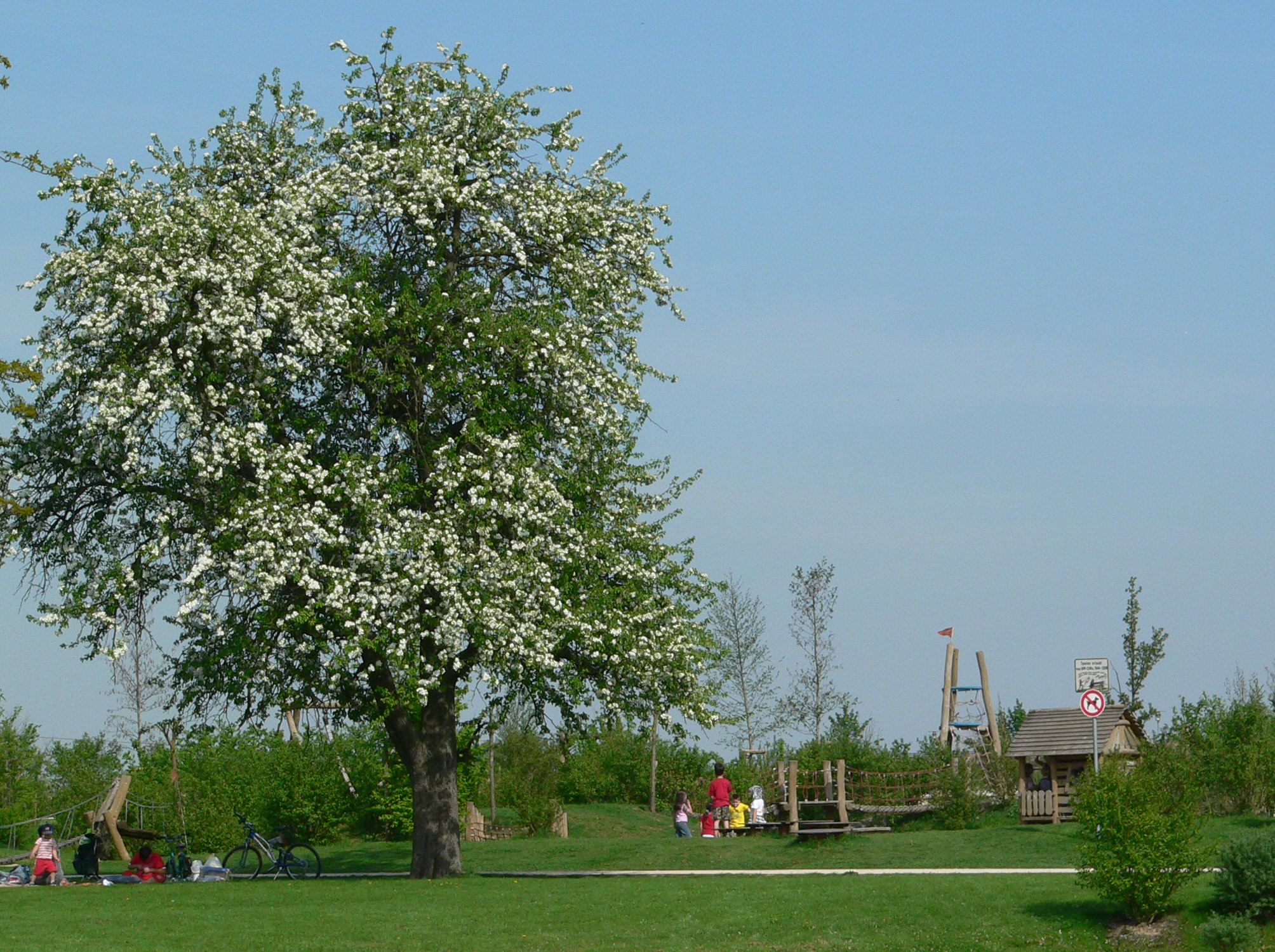
Stadtteilpark „Grüne Mitte“ mit Abenteuerspielplatz

Im Westen von Alt-Amorbach befindet sich ein Freizeitpark, der eher ein Wäldchen ist und an dessen Nordrand sich Sportanlagen wie Tennisplatz und Fußballfeld anschließen.
Am entgegengesetzten Ende, das heißt im Osten Neu-Amorbachs, befindet sich der Stadtteilpark „Grüne Mitte“, dessen Anlage im Zuge der Amorbach-Erweiterung im zweiten Bauabschnitt erfolgte. Dieser wurde nach zweijähriger Bauzeit am 10. August 2002 eingeweiht. Auf einer großzügigen Fläche von rund 8 ha entstand dabei ein Naherholungsgebiet zwischen Eugen-Bolz- und Lautenbacher Straße, das Skate-Anlage, Bolzplatz, Abenteuerspielplatz, Liegewiese und einen kleinen See bietet. In die Grünanlagen wurden miteinander verbundene Rückhaltemulden als Hochwasserschutz integriert, die im Bedarfsfall 6000 Kubikmeter Wasser aufnehmen können.

## Infrastruktur
Im Ort gibt es: die Verwaltungsstelle, in der die wichtigsten Behördengänge wohnortnah erledigt werden können, zwei Kindergärten, die Grund- und Hauptschule mit Werkrealschule und zwei Turnhallen, die Pestalozzi-Förderschule, die „Parkresidenz Delphin“ (ein Seniorenzentrum mit betreutem Wohnen), das Pflegeheim „ASB Zentrum für Altenhilfe am Park“ in der Eugen-Bolz-Straße, ein Einkaufszentrum, Ärzte, eine Apotheke, Filialen der Sparkasse und der Volksbank, Sportanlagen wie zum Beispiel einen Tennisplatz, das Waldheim der Arbeiterwohlfahrt und mehrere Gaststätten.

## Solarenergie
In der Nähe der neuen Amorbach-Grundschule in der Grenchenstraße befindet sich die Heizzentrale des Projektes „Solar unterstützte Nahwärmeversorgung mit Erdsonden-Wärmespeicher“. Auf den Dächern von Häusern der Grundschule, des Seniorenheims, des Pflegeheims, auf Wohnhäusern, über einem Parkplatz freistehend und an einem Lärmschutzwall an der Landstraße nach Neuenstadt am Kocher sind großflächige Sonnen-Kollektoren angebracht. In unmittelbarer Nähe der Heizzentrale wurde ein Erdsonden-Langzeitspeicher in den Stadtteilpark integriert. Dieser nimmt im Sommer und Herbst gewonnene überschüssige Sonnenenergie auf, die in der kalten Jahreszeit nach Bedarf wieder entnommen werden kann. Der Erdwärmespeicher besteht aus Wasserrohren, die senkrecht bis zu 30 m tief und mit einem Abstand von 2 m in den Boden eingebracht wurden. Der Wärmespeicher kann je nach Bedarf durch Installation weiterer Rohre flexibel erweitert werden. In der Endausbaustufe sind Kollektorflächen von 15.000 m² und ein Wärmespeichervolumen von 140.000 m³ vorgesehen. Der solare Nutzungsenergieertrag würde dann bis zu 5000 MWh / a betragen. Dabei sollen über 50 % des Brennstoffbedarfs durch Sonnenenergie ersetzt werden. Die Stadt Neckarsulm erhielt 1998 den Deutschen Solarpreis und 1999 den Landesumweltpreis des Landes Baden-Württemberg für Kommunen. In der Solarbundesliga belegte Neckarsulm in der Kategorie der Kommunen zwischen 10.000 und 100.000 Einwohnern seit 2002 fünfmal den Spitzenplatz – zuletzt in der Saison 2006/07.

## Jugendarbeit Neckarsulm
Die Stadt Neckarsulm bietet für die Jugendlichen im Stadtteil Amorbach verschiedene Angebote und seit mehreren Jahren einen Jugendtreff, der ab November 2009 in „Treff 23“ umbenannt wurde (vorher „Legende“). Die Räumlichkeiten wurden 2008 / 2009 modernisiert und erweitert u. a. um das Angebot eines Internetcafés. Durch den Jugendtreff sollen kriminelle Delikte zurückgehen und das Engagement zur Zusammenarbeit der Jugendlichen steigen.

## Vereine und Verbände
Der größte Amorbacher Verein ist der Sportclub Amorbach e. V. (SCA) mit ca. 1000 Mitgliedern in den Sparten: Aikido, Badminton, Fußball, Tischtennis, Turnen und Karate. Dieser Sportverein kann auf eine gute Infrastruktur wie zwei Turnhallen, Sportanlage mit zwei Spielfeldern und Vereinsheim zurückgreifen. 
Weiterhin gibt es unter anderem den Tennisclub Neckarsulm e. V., Kirchenchöre und die St.-Georgs-Pfadfinder. Größere Veranstaltungen wie zum Beispiel die Stadtteilfeste werden von einem Zusammenschluss von Bürgern, Vereinen, Werbegemeinschaft und den Kirchengemeinden ausgerichtet.

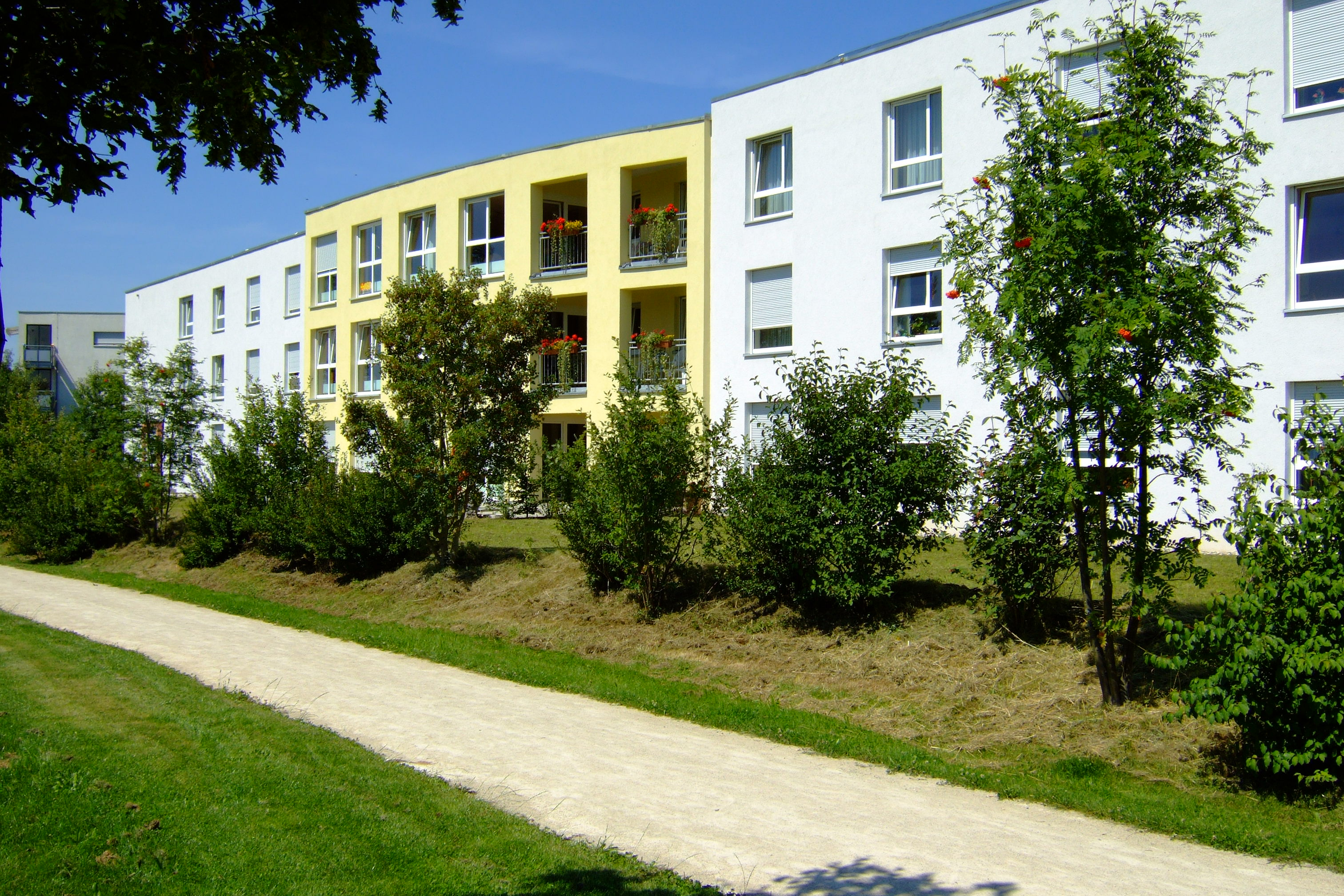
Pflegeheim „ASB Zentrum für Altenhilfe am Park“
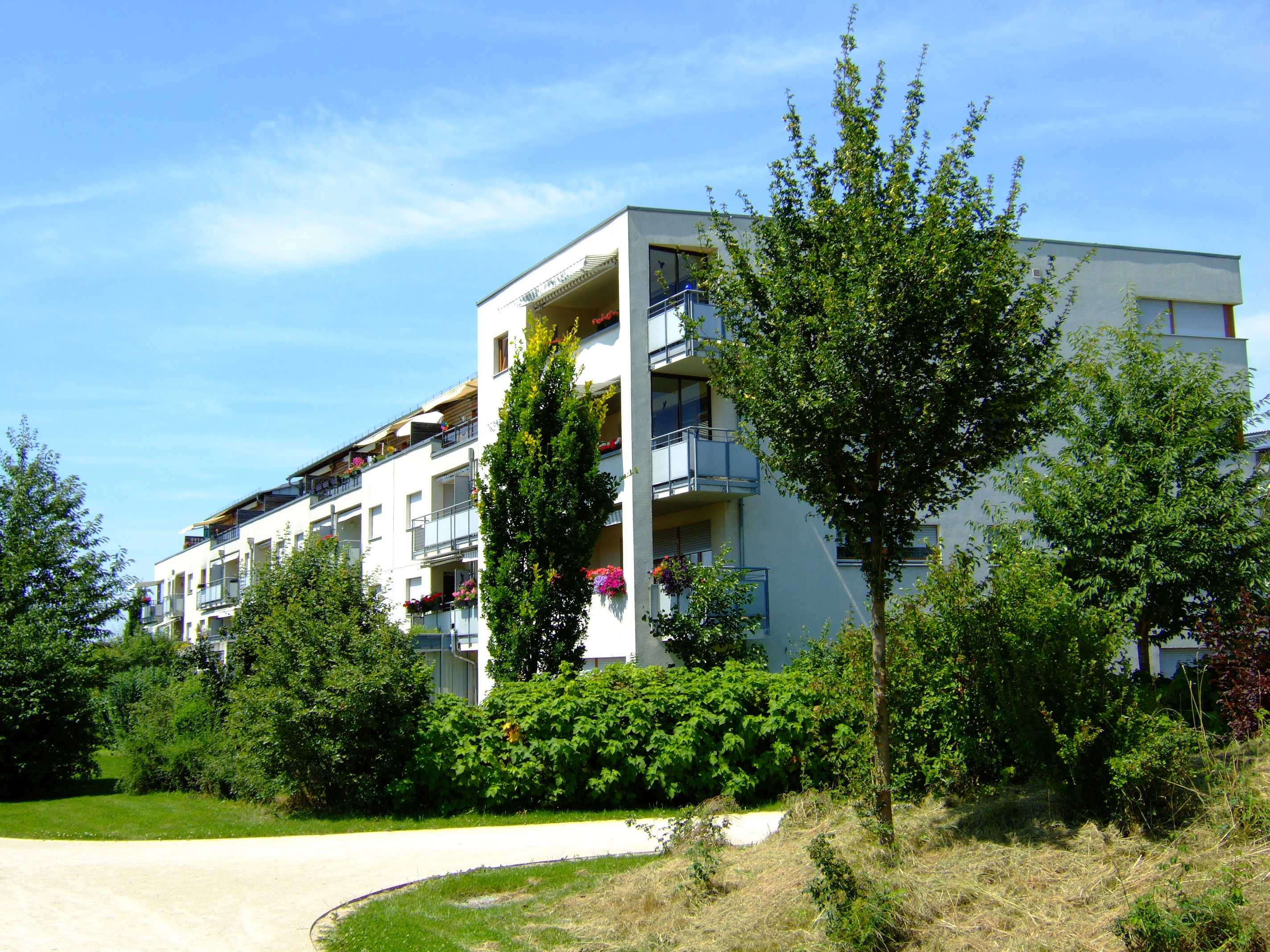
Seniorenzentrum „Parkresidenz Delphin“
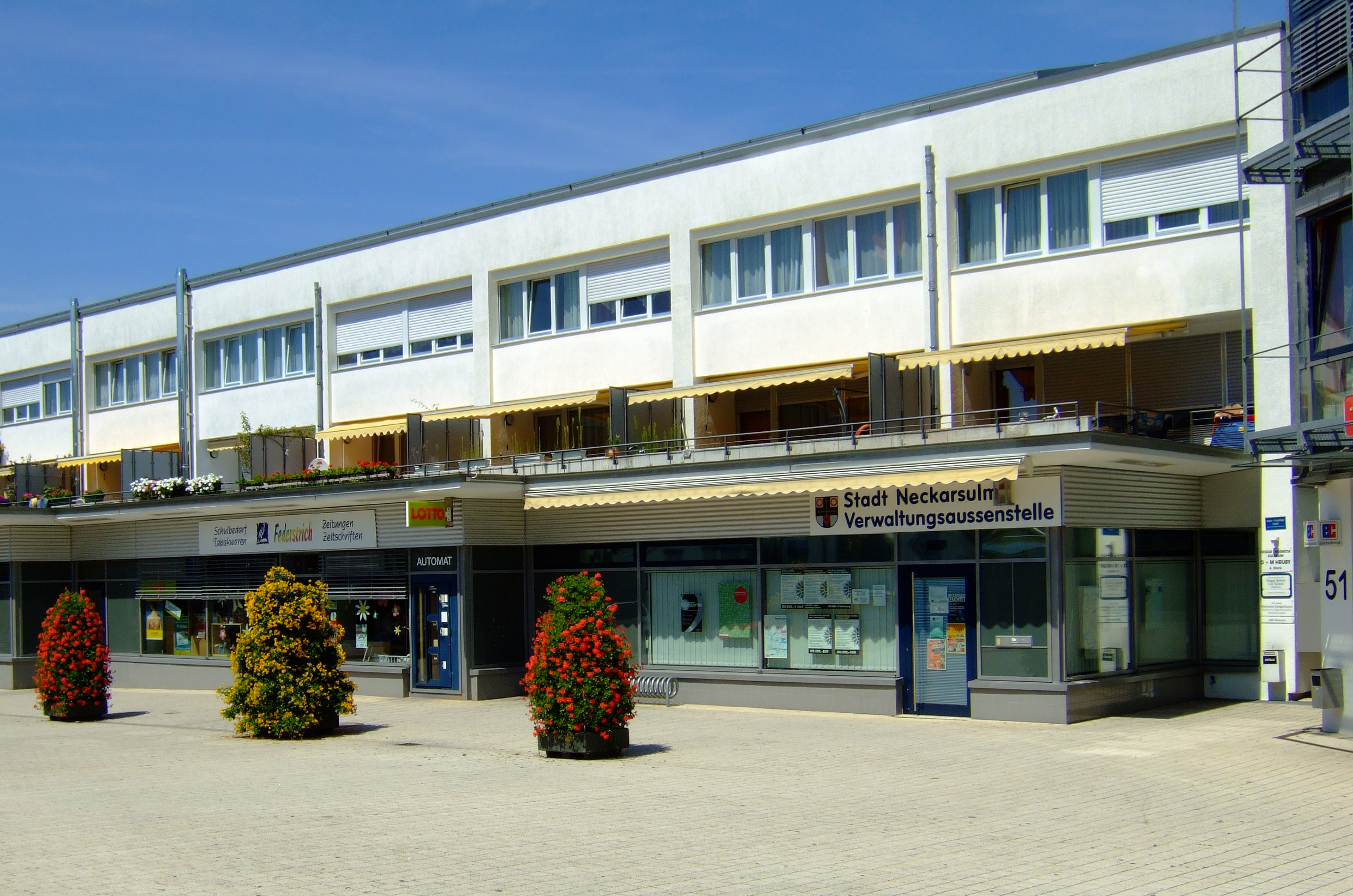
Ehemalige Verwaltungsstelle der Stadt Neckarsulm
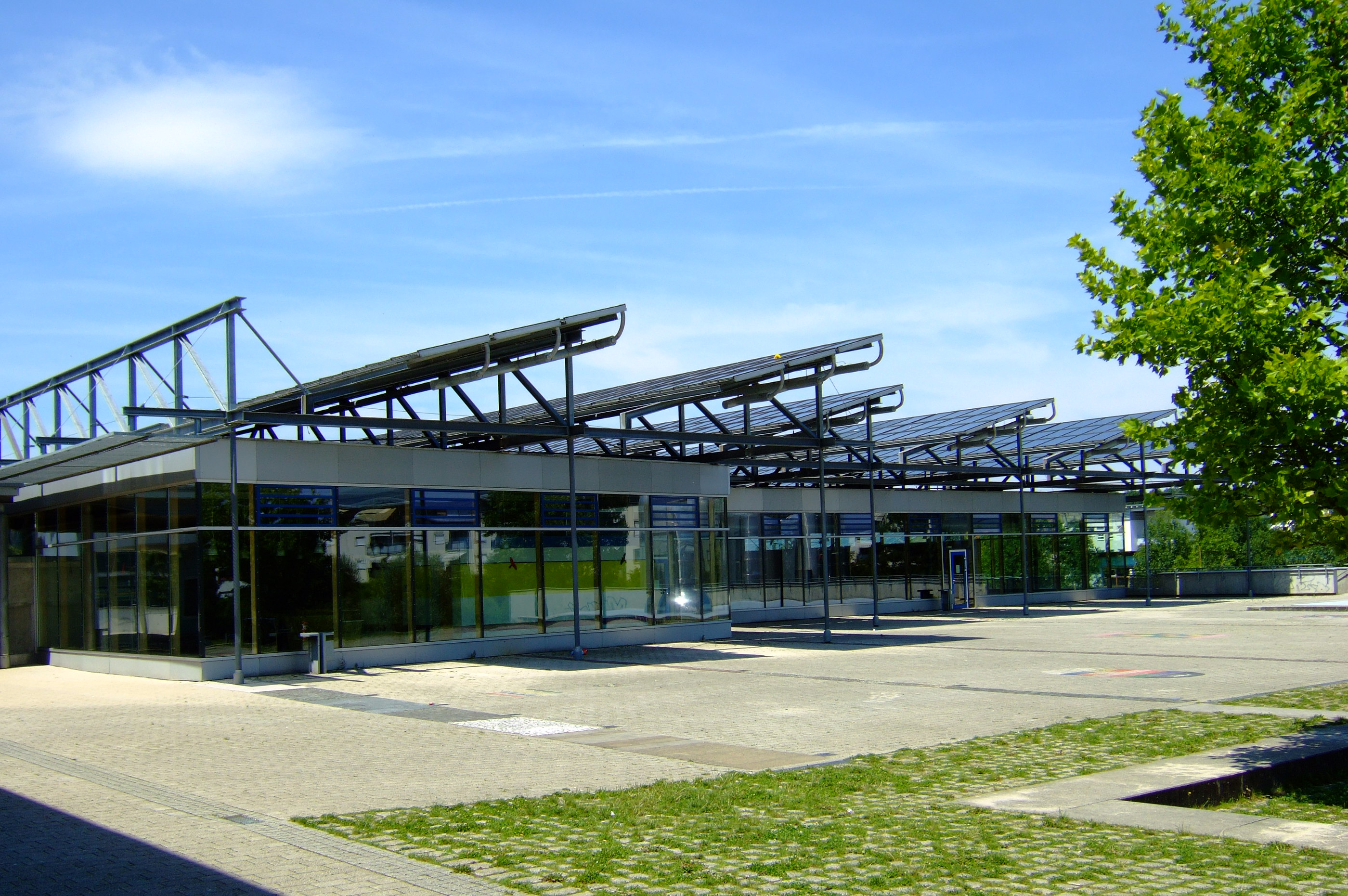
Neue Turnhalle der „Amorbachschule“